# 各年のニュージーランドの一覧

ニュージーランドの国旗

各年のニュージーランドの一覧（かくねんのニュージーランドのいちらん）は、ニュージーランドの各年ごとの記事の一覧。この一覧ではニュージーランドの各年ごとの記事の他、各世紀と各年代、ニュージーランドの各分野における各年ごとの記事についても取り扱う。

## 一覧

### 19世紀以前
- 1800年以前のニュージーランド（英語版）

### 19世紀
- 1800年代
  - 1800年のニュージーランド（英語版） 1801年のニュージーランド（英語版） 1802年のニュージーランド（英語版） 1803年のニュージーランド（英語版） 1804年のニュージーランド（英語版）
  - 1805年のニュージーランド（英語版） 1806年のニュージーランド（英語版） 1807年のニュージーランド（英語版） 1808年のニュージーランド（英語版） 1809年のニュージーランド（英語版）
- 1810年代
  - 1810年のニュージーランド（英語版） 1811年のニュージーランド（英語版） 1812年のニュージーランド（英語版） 1813年のニュージーランド（英語版） 1814年のニュージーランド（英語版）
  - 1815年のニュージーランド（英語版） 1816年のニュージーランド（英語版） 1817年のニュージーランド（英語版） 1818年のニュージーランド（英語版） 1819年のニュージーランド（英語版）
- 1820年代
  - 1820年のニュージーランド（英語版） 1821年のニュージーランド（英語版） 1822年のニュージーランド（英語版） 1823年のニュージーランド（英語版） 1824年のニュージーランド（英語版）
  - 1825年のニュージーランド（英語版） 1826年のニュージーランド（英語版） 1827年のニュージーランド（英語版） 1828年のニュージーランド（英語版） 1829年のニュージーランド（英語版）
- 1830年代
  - 1830年のニュージーランド（英語版） 1831年のニュージーランド（英語版） 1832年のニュージーランド（英語版） 1833年のニュージーランド（英語版） 1834年のニュージーランド（英語版）
  - 1835年のニュージーランド（英語版） 1836年のニュージーランド（英語版） 1837年のニュージーランド（英語版） 1838年のニュージーランド（英語版） 1839年のニュージーランド（英語版）
- 1840年代
  - 1840年のニュージーランド（英語版） 1841年のニュージーランド（英語版） 1842年のニュージーランド（英語版） 1843年のニュージーランド（英語版） 1844年のニュージーランド（英語版）
  - 1845年のニュージーランド（英語版） 1846年のニュージーランド（英語版） 1847年のニュージーランド（英語版） 1848年のニュージーランド（英語版） 1849年のニュージーランド（英語版）
- 1850年代
  - 1850年のニュージーランド（英語版） 1851年のニュージーランド（英語版） 1852年のニュージーランド（英語版） 1853年のニュージーランド（英語版） 1854年のニュージーランド（英語版）
  - 1855年のニュージーランド（英語版） 1856年のニュージーランド（英語版） 1857年のニュージーランド（英語版） 1858年のニュージーランド（英語版） 1859年のニュージーランド（英語版）
- 1860年代
  - 1860年のニュージーランド（英語版） 1861年のニュージーランド（英語版） 1862年のニュージーランド（英語版） 1863年のニュージーランド（英語版） 1864年のニュージーランド（英語版）
  - 1865年のニュージーランド（英語版） 1866年のニュージーランド（英語版） 1867年のニュージーランド（英語版） 1868年のニュージーランド（英語版） 1869年のニュージーランド（英語版）
- 1870年代
  - 1870年のニュージーランド（英語版） 1871年のニュージーランド（英語版） 1872年のニュージーランド（英語版） 1873年のニュージーランド（英語版） 1874年のニュージーランド（英語版）
  - 1875年のニュージーランド（英語版） 1876年のニュージーランド（英語版） 1877年のニュージーランド（英語版） 1878年のニュージーランド（英語版） 1879年のニュージーランド（英語版）
- 1880年代
  - 1880年のニュージーランド（英語版） 1881年のニュージーランド（英語版） 1882年のニュージーランド（英語版） 1883年のニュージーランド（英語版） 1884年のニュージーランド（英語版）
  - 1885年のニュージーランド（英語版） 1886年のニュージーランド（英語版） 1887年のニュージーランド（英語版） 1888年のニュージーランド（英語版） 1889年のニュージーランド（英語版）
- 1890年代
  - 1890年のニュージーランド（英語版） 1891年のニュージーランド（英語版） 1892年のニュージーランド（英語版） 1893年のニュージーランド（英語版） 1894年のニュージーランド（英語版）
  - 1895年のニュージーランド（英語版） 1896年のニュージーランド（英語版） 1897年のニュージーランド（英語版） 1898年のニュージーランド（英語版） 1899年のニュージーランド（英語版）
- 1900年代
  - 1900年のニュージーランド（英語版）

### 20世紀
- 1900年代
  - 1901年のニュージーランド（英語版） 1902年のニュージーランド（英語版） 1903年のニュージーランド（英語版） 1904年のニュージーランド（英語版）
  - 1905年のニュージーランド（英語版） 1906年のニュージーランド（英語版） 1907年のニュージーランド（英語版） 1908年のニュージーランド（英語版） 1909年のニュージーランド（英語版）
- 1910年代
  - 1910年のニュージーランド（英語版） 1911年のニュージーランド（英語版） 1912年のニュージーランド（英語版） 1913年のニュージーランド（英語版） 1914年のニュージーランド（英語版）
  - 1915年のニュージーランド（英語版） 1916年のニュージーランド（英語版） 1917年のニュージーランド（英語版） 1918年のニュージーランド（英語版） 1919年のニュージーランド（英語版）
- 1920年代
  - 1920年のニュージーランド（英語版） 1921年のニュージーランド（英語版） 1922年のニュージーランド（英語版） 1923年のニュージーランド（英語版） 1924年のニュージーランド（英語版）
  - 1925年のニュージーランド（英語版） 1926年のニュージーランド（英語版） 1927年のニュージーランド（英語版） 1928年のニュージーランド（英語版） 1929年のニュージーランド（英語版）
- 1930年代
  - 1930年のニュージーランド（英語版） 1931年のニュージーランド（英語版） 1932年のニュージーランド（英語版） 1933年のニュージーランド（英語版） 1934年のニュージーランド（英語版）
  - 1935年のニュージーランド（英語版） 1936年のニュージーランド（英語版） 1937年のニュージーランド（英語版） 1938年のニュージーランド（英語版） 1939年のニュージーランド（英語版）
- 1940年代
  - 1940年のニュージーランド（英語版） 1941年のニュージーランド（英語版） 1942年のニュージーランド（英語版） 1943年のニュージーランド（英語版） 1944年のニュージーランド（英語版）
  - 1945年のニュージーランド（英語版） 1946年のニュージーランド（英語版） 1947年のニュージーランド（英語版） 1948年のニュージーランド（英語版） 1949年のニュージーランド（英語版）
- 1950年代
  - 1950年のニュージーランド（英語版） 1951年のニュージーランド（英語版） 1952年のニュージーランド（英語版） 1953年のニュージーランド（英語版） 1954年のニュージーランド（英語版）
  - 1955年のニュージーランド（英語版） 1956年のニュージーランド（英語版） 1957年のニュージーランド（英語版） 1958年のニュージーランド（英語版） 1959年のニュージーランド（英語版）
- 1960年代
  - 1960年のニュージーランド（英語版） 1961年のニュージーランド（英語版） 1962年のニュージーランド（英語版） 1963年のニュージーランド（英語版） 1964年のニュージーランド（英語版）
  - 1965年のニュージーランド（英語版） 1966年のニュージーランド（英語版） 1967年のニュージーランド（英語版） 1968年のニュージーランド（英語版） 1969年のニュージーランド（英語版）
- 1970年代
  - 1970年のニュージーランド（英語版） 1971年のニュージーランド（英語版） 1972年のニュージーランド（英語版） 1973年のニュージーランド（英語版） 1974年のニュージーランド（英語版）
  - 1975年のニュージーランド（英語版） 1976年のニュージーランド（英語版） 1977年のニュージーランド（英語版） 1978年のニュージーランド（英語版） 1979年のニュージーランド（英語版）
- 1980年代
  - 1980年のニュージーランド（英語版） 1981年のニュージーランド（英語版） 1982年のニュージーランド（英語版） 1983年のニュージーランド（英語版） 1984年のニュージーランド（英語版）
  - 1985年のニュージーランド（英語版） 1986年のニュージーランド（英語版） 1987年のニュージーランド（英語版） 1988年のニュージーランド（英語版） 1989年のニュージーランド（英語版）
- 1990年代
  - 1990年のニュージーランド（英語版） 1991年のニュージーランド（英語版） 1992年のニュージーランド（英語版） 1993年のニュージーランド（英語版） 1994年のニュージーランド（英語版）
  - 1995年のニュージーランド（英語版） 1996年のニュージーランド（英語版） 1997年のニュージーランド（英語版） 1998年のニュージーランド（英語版） 1999年のニュージーランド（英語版）
- 2000年代
  - 2000年のニュージーランド（英語版）

### 21世紀
- 2000年代
  - 2001年のニュージーランド（英語版） 2002年のニュージーランド（英語版） 2003年のニュージーランド（英語版） 2004年のニュージーランド（英語版）
  - 2005年のニュージーランド（英語版） 2006年のニュージーランド（英語版） 2007年のニュージーランド（英語版） 2008年のニュージーランド（英語版） 2009年のニュージーランド（英語版）
- 2010年代
  - 2010年のニュージーランド（英語版） 2011年のニュージーランド（英語版） 2012年のニュージーランド（英語版） 2013年のニュージーランド（英語版） 2014年のニュージーランド（英語版）
  - 2015年のニュージーランド（英語版） 2016年のニュージーランド（英語版） 2017年のニュージーランド（英語版） 2018年のニュージーランド（英語版） 2019年のニュージーランド（英語版）
- 2020年代
  - 2020年のニュージーランド（英語版）

## 文化と芸術

### テレビ放送
- List of years in New Zealand television（英語版）